# Leonhard Reinisch
Leonhard Reinisch (* 29. August 1924 in Schluckenau; † 28. November 2001) war ein deutscher Journalist, Autor und Herausgeber. Reinisch war lange Zeit für den Bayerischen Rundfunk (BR) tätig; als BR-Mitarbeiter edierte er zahlreiche Bände, die aus Sendereihen des BR entstanden waren.
Reinisch begann seit 1950 für die damaligen Redaktionen Frauenfunk, Kirchenfunk, Nachtstudio und Zeitfunk des BR zu arbeiten. Im Jahr 1965 ging er als Korrespondent nach Prag. Da er Verwandte in den Ländern des damaligen „Ostblocks“ hatte, benutzte er häufig das Pseudonym „Johannes Michael Egermann“, das zugleich an den berühmten böhmischen Glasmacher Friedrich Egermann erinnerte, den seine Urgroßmutter einst adoptiert hatte.
Reinisch leitete von 1973 bis 1989 das Nachtstudio des BR. 
Ein Teil seines Nachlasses liegt beim Bayerischen Rundfunk, ein Großteil liegt im Literaturarchiv der Monacensia in München.

## Veröffentlichungen (Auswahl)
- als (Hrsg.): Das Spiel mit der Apokalypse : über die letzten Tage der Menschheit, Freiburg im Breisgau ; Basel ; Wien : Herder 1984, ISBN 3-451-20205-0.
- Manes Sperber: Ein politisches Leben : Gespräche mit Leonhard Reinisch, 1. Auflage, Stuttgart : Deutsche Verlags-Anstalt 1984, ISBN 3-421-06194-7.
- als (Hrsg.): Der Sinn der Geschichte : 7 Essays (u. a. von Golo Mann), 5. unveränderte Auflage, München : Beck 1974 (erste Auflage 1961), (Beck’sche schwarze Reihe, Band 15), ISBN 3-406-02415-7.
- als (Hrsg.): Jenseits der Erkenntnis : Fragen statt Antworten ; [dieses Buch geht auf e. Sendereihe d. Bayer. Rundfunks zurück], 1. Auflage, Frankfurt am Main : Suhrkamp 1977, (Suhrkamp-Taschenbücher; 418), ISBN 3-518-06918-7.
- als (Hrsg.): Permanente Revolution von Marx bis Marcuse, München : Callwey 1969.